# Gilberto Gil
Gilberto Passos Gil Moreira (Salvador, 26 de juny de 1942), més conegut com a Gilberto Gil, és un cantant, guitarrista i compositor brasiler, conegut tant per la seva innovació musical com pel seu compromís polític. Del 2003 al 2008, va exercir com a ministre de Cultura del Brasil en l'administració del president Luiz Inácio Lula da Silva. L'estil musical de Gil incorpora una gamma eclèctica d'influències, incloent-hi música rock, gèneres brasilers fins i tot Samba, música africana i reggae.
Gil va començar a tocar música quan era petit i encara era un adolescent quan es va unir a la seva primera banda. Va començar la seva carrera en la bossa nova, i després va arribar a escriure cançons que reflecteixen un enfocament en la presa de consciència política i l'activisme social. Va ser una figura clau tant en la Música Popular Brasilera (MPB) i Tropicalia com en els moviments de la dècada de 1960, al costat d'artistes com Caetano Veloso. El règim militar brasiler que assolí el poder l'any 1964 va veure tant Gil com Veloso com una amenaça i se'ls va demanar que abandonessin el país. Gil es va traslladar a Londres, però va tornar a l'Estat de Bahia el 1972 i va continuar la seva carrera musical, així com el treball com a polític i defensor del medi ambient.

## Biografia

### Primers anys (1942-1963)
Gil va néixer a Salvador, una ciutat industrial al nord-est del Brasil, encara que va passar gran part de la seva infància en la rodalia d'Ituaçu. Ituaçu era un petit poble de menys de mil habitants, que es troba a la sertão, (al camp), de Bahia El seu pare, José Gil Moreira, va ser un metge i la seva mare, Claudina Passos Gil Moreira, una d'escola primària Com un nen, va assistir a una escola dels Germans Maristes. Gil va romandre en Ituaçu fins que tenia nou anys, tornant al Salvador per estudiar a l'escola secundària.
L'interès de Gil per la música va ser precoç: "Quan jo tenia només dos o dos anys i mig", va recordar, "li vaig dir a ma mare que em convertiria en músic o president del meu país". Va créixer escoltant forró, la música nativa del nord-est, i s'interessa pels artistes de carrer de Salvador En principi va començar a tocar la bateria i la trompeta, a través d'escoltar Bob Nelson a la ràdio la mare de Gil va ser el "principal suport" en les seves ambicions musicals, ella li va comprar un acordió i, ja amb deu anys, el va enviar a l'escola de música de Salvador, on hi va assistir durant quatre anys. Com acordionista Gil va tocar per primera vegada la música clàssica, però va créixer més interessat en la música folklòrica i popular del Brasil. Va ser particularment influenciat pel cantant i acordionista Luiz Gonzaga, va començar a cantar i tocar l'acordió emulant les gravacions de Gonzaga Gil ha assenyalat que va arribar a identificar-se amb Gonzaga ", perquè ell cantava sobre el món al seu voltant, el món que es va trobar."
Durant els seus anys a Salvador, Gil també es va trobar amb la música del compositor Dorival Caymmi, qui diu que representava per a ell la "platja orientat a" música de samba de Salvador. Gonzaga i Caymmi van ser formatius de Gil influències Mentre que en Salvador, Gil va ser introduït a molts altres estils de música, incloent-hi l'americà big band el jazz i el tango. El 1950 Gil es va traslladar a Salvador amb la seva família. Va ser allà, quan encara estava a l'escola secundària, que es va unir a la seva primera banda, Os desafinados, en què tocava l'acordió, el vibràfon i cantava. Os desafinados estava influenciat pel rock americà i músics com Elvis Presley, així com grups de cant de Rio de Janeiro. La banda va estar activa durant dos o tres anys. Poc després, inspirat per l'astre brasiler João Gilberto, es va decidir per la guitarra com el seu instrument principal i va començar a tocar bossa nova.

### Carrera musical (1963-present)
Gil va conèixer al guitarrista i cantant Caetano Veloso a la Universitat Federal de Bahia el 1963. Els dos immediatament va començar a col·laborar i tocar junts, gravant un single i un EP poc després. Juntament amb Maria Bethânia (la germana de Veloso), Gal Costa i Tom Zé, Gil i Veloso interpreten bossa nova i cançons tradicionals del Brasil en la nit d'obertura del Teatre de Vila Velha, el juliol de 1964, un espectacle titulat Ens, per Exemplo (Nosaltres, per exemple). Gil i el grup van continuar actuant en el mateix teatre que finalment es va convertir en director musical de la sèrie de concerts. Gil va col·laborar de nou amb els membres d'aquest col·lectiu en l'històric àlbum de 1968 Tropicalia: ou Panis et Circenses, l'estil va ser influenciat pels Beatles Sgt. Pepper's Lonely Hearts Club Band, un àlbum Gil escoltava constantment Gil descriu Tropicalia: ou Panis et Circenses com el naixement del moviment Tropicalia. Com diu Gil, Tropicália (o Tropicalisme) era una confusió dels esdeveniments musicals i culturals que s'havien produït al Brasil durant els anys 1950 i 1960 principalment -bossa nova i Jovem Guarda (guardia jove) juntament amb rock and roll- música dels Estats Units i Europa, un moviment considerat una amenaça pel govern de Brasil del temps.
Al principi de la dècada de 1960, Gil va obtenir ingressos principalment de la venda de plàtans en un centre comercial i tractant de compondre tornades d'anuncis de televisió, que va ser breument emprada per la divisió brasilera d'Unilever, Gessy-Lever. Es va traslladar a São Paulo el 1965 i tenia un hit, quan la seva cançó "Louvação" (que més tard va aparèixer en l'àlbum del mateix nom) va ser llançat per Elis Regina. No obstant això, el seu primer èxit com a solista va ser la cançó de 1969 "Aquele Abraço". Gil també es va presentar en diversos programes de televisió al llarg de la dècada de 1960, que sovint inclouen una altra "tropicalistes", els membres del moviment Tropicalismo. Un d'aquests programes, va guanyar Divina Maravilhoso, que va comptar amb Veloso, l'atenció dels censors de televisió del govern després que va sortir a l'aire una versió satírica de l'himne nacional el desembre de 1968.
Al febrer de 1969 Gil i Veloso van ser arrestats pel govern militar de Brasil. Portat des de São Paulo a Rio de Janeiro, van passar tres mesos a la presó i quatre en arrest domiciliari, abans de ser alliberats amb la condició que abandonessin el país. Veloso va ser el primer a ser arrestat, la policia va traslladar a la casa de Gil poc després. Veloso havia pogut parlar per telèfon amb la llavors esposa de Gil, Andrea Gil Gadelha, per advertir sobre la possibilitat d'arrest, però Gil va ser arrestat finalment, juntament amb Veloso. Sense donar explicacions o els càrrecs per la seva detenció. Gil creu que el govern va sentir que les seves accions "representaven una amenaça, alguna cosa nova, alguna cosa que no puc entendre, una cosa que no encaixa en cap dels compartiments de les pràctiques culturals existents, i que no farà. Això és perillós " Durant la seva condemna a la presó, Gil va començar meditació, seguir una dieta macrobiòtica, i llegir sobre filosofia oriental va compondre quatre cançons durant el seu empresonament, entre ells el Cérebro Electrônico (Cervell electrònic), que va aparèixer per primera vegada en el seu àlbum de 1969 Gilberto Gil, 1969, i més tard en el seu àlbum de 2006 Gil Luminoso A partir de llavors, Gil i Veloso van ser exiliats a Londres, Anglaterra, després que se'ls ofereix a sortir del Brasil Els dos van tocar en un concert brasiler junts per últim cop al Salvador el juliol de 1969, després a Portugal, París i, finalment, Londres. Ell i Veloso va donar una casa a Chelsea, compartint-lo amb el seu manager i esposa Gil va estar implicat en l'organització el 1971 del Glastonbury Free Festival i va ser poder descobrir el reggae, mentre vivia a Londres, recorda escoltar Bob Marley (les cançons que més tard tocà), Jimmy Cliff i Burning Spear Va ser molt influenciat i involucrat amb l'escena del rock de la ciutat, així, actuant amb Yes, Pink Floyd, i el botó Band Incredible String No obstant això, també va actuar en solitari, gravació de Gilberto Gil (Nega),durant la seva estada a Londres. A més de la participació en el reggae i les escenes de rock, Gil va assistir a les actuacions d'artistes de jazz, entre ells Miles Davis i Sun Ra.

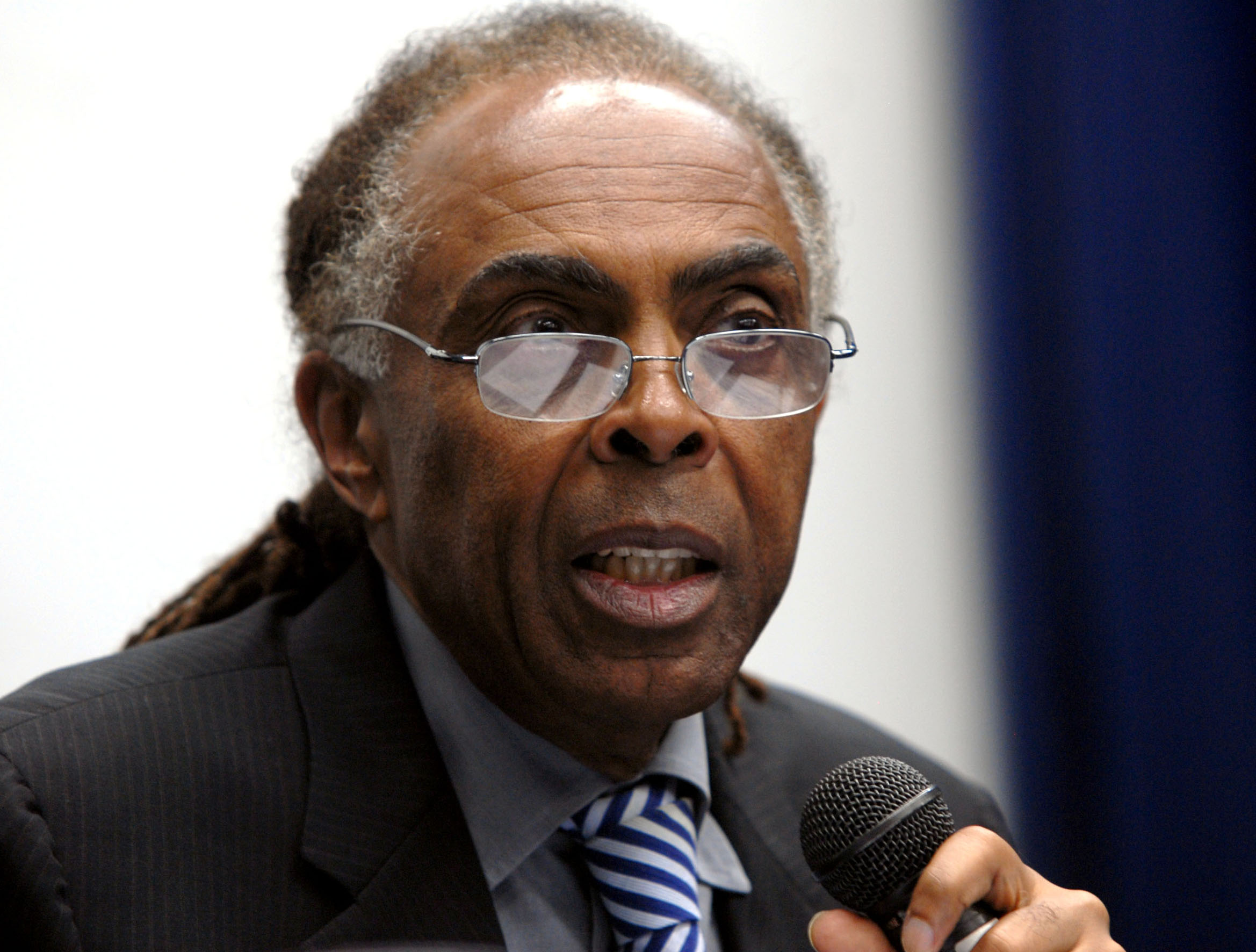
Gilberto Gil durant una conferència

Quan va tornar a Badia el 1972, Gil es va centrar en la seva carrera musical i la tasca de promoció del medi ambient Es va llançar Expresso 2222, el mateix any, dels quals van ser posats en llibertat dos singles populars. Gil anà de gira per Estats Units i va gravar un àlbum en idioma anglès, així, sense deixar d'alliberar un flux constant de discos al llarg dels anys 1970, incloent-hi Realç i Refazenda. En la dècada de 1970 Gil van participar en un ressorgiment de la tradició afro-brasilera afoxé del Carnestoltes, socis de la Filhos de Gandhi ( Fills de Gandhi) a l'exercici del grup, Crook, que només es permet unir-se als negres brasilers Gil també va gravar una cançó titulada Patuscada de Gandhi escrit pel Filhos de Gandhi, que va aparèixer en el seu àlbum de 1977 Refavela. Es va prestar major atenció als grups afoxé en Carnestoltes a causa de la publicitat que Gil havia proporcionat a través de la seva participació. Així A finals de 1970 va sortir de Brasil per a l'Àfrica i va visitar Senegal, Costa d'Ivori i Nigèria. També va treballar amb Jimmy Cliff i va llançar una portada de "No Woman, No Cry" amb ell el 1980, un número u que va introduir el Reggae per Brasil.
El 1996, Gil ha contribuït amb Refazenda per a l'àlbum en benefici de la lluita contra la SIDA Red Hot + Rio elaborat per l'Organització Red Hot.
El 1998, la versió en directe del seu àlbum Quanta Gil va guanyar el Premi Grammy per Millor Àlbum de Música Mundial. El 2005 va guanyar el Premi Grammy per Millor Àlbum Contemporani de Músiques del Món per  Eletracústico. Al maig de 2005 va ser guardonat amb el Polar Music Prize de Carles XVI Gustau de Suècia d'Estocolm, el primer cop que el premi s'atorga a un intèrpret d'Amèrica Llatina. El 16 d'octubre del mateix any va rebre el premi de la Legió d'Honor del Govern francès, coincidint amb el Année du Brésil-en-France (Any de Brasil a França).
El 2010 va llançar l'àlbum Fe Na Festa, un disc dedicat al forró, un estil de música del nord-est del Brasil. La seva gira de promoció d'aquest àlbum va rebre alguns comentaris negatius dels fans que esperaven escoltar un conjunt amb els seus èxits

### Carrera política (1987-present)

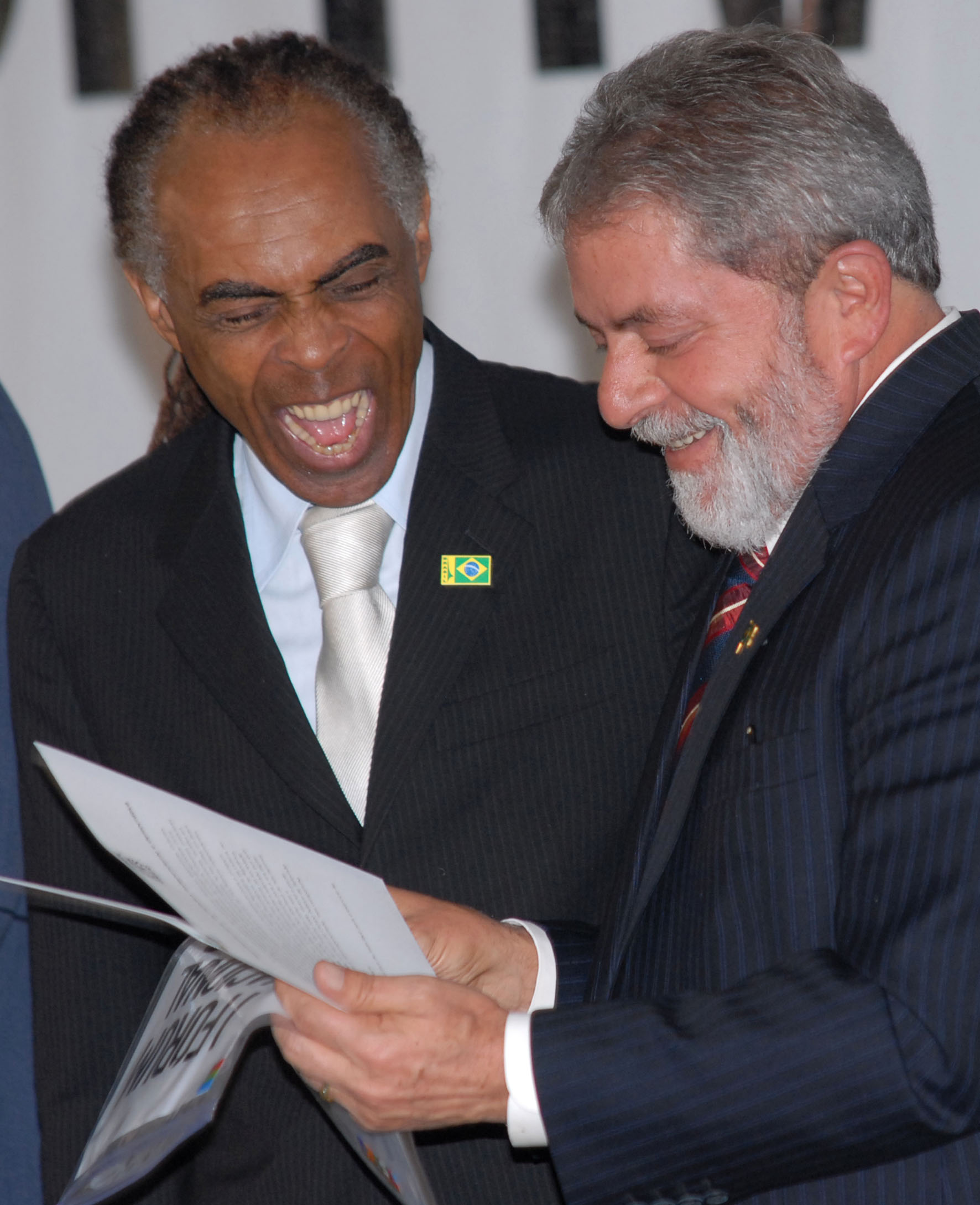
Gil amb l'ex president del Brasil Luiz Inácio Lula da Silva

Gil descriu la seva actitud cap a la política, ja que : "Prefereixo veure a càrrec meu en el govern com el d'un administrador o gerent, però la política és un ingredient necessari.". La seva carrera política va començar el 1987, quan va ser elegit per a un càrrec local a Badia i es va convertir en el secretari de Salvador de la cultura El 1988, va ser triat per al consell de la ciutat i, posteriorment, es va convertir en comissionat de la ciutat per a la protecció del medi ambient. No obstant això, va deixar el càrrec després d'un termini i es va negar a postular per al Congrés Nacional de Brasil. El 1990, Gil va deixar el Partit del Moviment Democràtic Brasiler i es va unir al Partit Verd. Durant aquest període, Gil va fundar l'organització de protecció del medi ambient Onda Azul (Ona Blava), que va treballar per protegir les aigües brasileres. Manté la seva carrera musical a temps complet, i es va retirar temporalment de la política el 1992, després de l'alliberament Parabolicamará, considerat com un dels seus esforços més reeixits. El 16 d'octubre 2001 Gil va acceptar la seva nominació per ser un Ambaixador de Bona Voluntat per a l'Alimentació i l'Agricultura (FAO) de les Nacions Unides, després d'haver promogut l'organització abans del seu nomenament.
Quan el president Luiz Inácio Lula da Silva va assumir el càrrec el gener de 2003, va optar per Gil com a nou Ministre de Cultura del Brasil. El nomenament va ser polèmic entre les figures polítiques i artístiques i la premsa brasilera, una observació sobre les dificultats de Gil va fer amb el seu sou rebé crítiques en particular Gil no és membre del partit de Lula Partit dels Treballadors i no va participar en la creació del seu programa cultural Poc després d'esdevenir ministre, Gil va començar una associació entre Brasil i Creative Commons. Com a ministre, que ha patrocinat un programa anomenat Punts de Cultura, que dona donacions per proporcionar la tecnologia de la música i l'educació per a les persones que viuen a les zones pobres de les ciutats del país Gil des de llavors ha afirmat que "Ara tenen els joves que s'estan convertint en dissenyadors, que ho estan fent en els mitjans de comunicació i que s'utilitza cada vegada més per les escoles de samba i la televisió i la revitalització de barris degradats. És una visió diferent del paper del govern, un nou paper " Gil també ha expressat interès en un programa que crearà un repositori lliure d'Internet per descarregar la música brasilera Des del nomenament de Gil, les despeses del departament han augmentat en més del 50 per cent Al novembre de 2007 Gil va anunciar la seva intenció de dimitir del seu càrrec a causa d'un pòlip a les cordes vocals Lula va rebutjar els primers dos intents de Gil a renunciar, però va acceptar una altra sol·licitud el juliol de 2008. Lula va dir que en aquesta ocasió que Gil va ser "tornar a ser un gran artista, que es remunta a donar prioritat al que és més important" per a ell

### Vida personal
Gil ha estat casat quatre vegades. La seva quarta esposa és Flora Nair Giordano Gil Moreira. La parella té cinc fills, quatre dels quals encara viuen. El cinquè fill, Pedro Gil, bateria d'Egotrip, va morir en un accident de cotxe el 1990 Preta Gil, actriu i cantant, és la seva filla.
Les creences religioses de Gil han canviat significativament al llarg de la seva vida. Originalment, era de cristià, però va ser més tard influenciades per la filosofia oriental i la religió, i, més tard, explora l'espiritualitat africana. Ara és un agnòstic. Practica ioga i és vegetarià
Gil ha estat obert pel fet que s'ha fumat marihuana durant gran part de la seva vida. Ell ha dit que creu "que les drogues han de ser tractats com a productes farmacèutics, legalitzats, encara que sota les mateixes regulacions i de supervisió com els medicaments"

## Estil musical i influències
Gil canta en el registre de baríton o falset, amb lletres i síl·labes. Les seves lletres són sobre temes que van des de la filosofia a la religió, contes populars, i joc de paraules L'estil musical de Gil incorpora una àmplia gamma d'influències. La primera música que va estar exposat a incloure The Beatles i artistes del carrer en diverses àrees metropolitanes de la Bahia. Durant els seus primers anys com a músic, Gil va tocar principalment en una barreja d'estils tradicionals brasilers amb ritmes de dos passos, com ara el baião i la Samba. Afirma que "La meva primera etapa va ser una de les formes tradicionals. experimental Res en absolut. Caetano [Veloso] i jo seguim en la tradició de Luiz Gonzaga i Jackson do pandeiro, que combina la samba amb la música del nord-est ".
Com un dels pioners de la Tropicalia, influències de gèneres com el rock i Punk ha estat omnipresent en els seus enregistraments, com ho han estat en les d'altres estrelles de l'època, incloent-hi Caetano Veloso i Tom Zé. Els interessos de Gil amb el Blues basat en la música de rock pioner de Jimi Hendrix, en particular, ha estat descrit per Veloso que té "conseqüències molt importants per a la música brasilera". Veloso també va prendre nota de la influència del guitarrista i cantant brasiler Jorge Ben. En l'estil musical de Gil, juntament amb el de la música tradicional Després de l'alçada de Tropicalia, en la dècada de 1960, Gil es va interessar cada vegada més en la cultura negra, sobretot en el gènere musical jamaicà Reggae. Ell descriu el gènere com "una forma de democratitzar, la internacionalització, parlar un nou idioma, un Heidegger en la forma de transmetre els missatges fonamentals"
Visita Lagos, Nigèria, el 1976 per al Festival de la Cultura Africana (Festac), Gil es va reunir músics Fela Kuti i Stevie Wonder. Ell es va inspirar en la música africana i s'integren més tard, alguns dels estils que havia sentit a Àfrica, com ara juju i highlife, en les seves pròpies gravacions Un dels més famosos d'aquests registres d'influència africana va ser l'àlbum de 1977 Refavela, que incloïa No Norte da Saudade(Al nord de la tristesa), una cançó molt influenciada pel reggae. Quan Gil van tornar al Brasil després de la visita, es va centrar en la cultura afro-brasilera, convertint-se en un membre del Carnestoltes afoxé grup Filhos de Gandhi.
Per contra, el seu repertori musical dècada del 1980 va presentar un major desenvolupament de les tendències de la dansa, com ara música disco i soul, així com la incorporació prèvia de rock i punk. No obstant això Gil diu que el seu àlbum de 1994 Acústica no era una nova direcció, ja que havia realitzat prèviament treballs acústics amb Caetano Veloso. Ell descriu el mètode de tocar com més fàcil que altres tipus de rendiment, com l'energia de tocar acústic és senzilla i influenciada per les seves arrels Gil ha estat criticat per una participació en conflicte, tant en l'autèntica música brasilera i el camp musical a tot el món. Ha hagut de caminar una línia molt fina, al mateix temps es manté fidel als estils tradicionals de Bahia i la participació en els mercats comercials. Els oients de Bahia han estat molt més receptius a la seva barreja d'estils musicals, mentre que al sud-est del Brasil es va sentir en desacord amb ella.

## Discografia
| - 1967 - Louvação - 1968 - Gilberto Gil (Frevo Rasgado) - 1969 - Gilberto Gil (Cérebro Eletrônico) - 1970 - Copacabana Mon Amour - 1971 - Gilberto Gil (Nega) - 1972 - Barra 69 - Caetano e Gil Ao Vivo na Bahia - 1972 - Expresso 2222 - 1974 - Gilberto Gil Ao Vivo - 1975 - Refazenda - 1975 - Gil & Jorge - Ogum - Xangô - 1977 - Refavela - 1978 - Gilberto Gil Ao Vivo Em Montreux - 1978 - Refestança - 1979 - Nightingale - 1979 - Realce - 1981 - Brasil - 1981 - Luar (A Gente Precisa Ver o Luar) - 1981 - Um Banda Um - 1983 - Extra [WEA Latina] - 1984 - Quilombo (Banda sonora) - 1984 - Raça Humana - 1985 - Dia Dorim Noite Neon - 1987 - Gilberto Gil Em Concerto - 1987 - Trem Para As Estrelas (Banda sonora) - 1988 - Ao Vivo Em Tóquio (Live in Tokyo) - 1989 - O Eterno Deus Mu Dança | - 1991 - Parabolicamará - 1994 - Acoustic - 1995 - Esoterico: Live in USA 1994 - 1995 - Oriente: Live in Tokyo - 1996 - Em Concerto - 1996 - Luar - 1997 - Indigo Blue - 1997 - Quanta - 1998 - Ao Vivo Em Tóquio (Live in Tokyo) [Braziloid] - 1998 - O Sol de Oslo - 1998 - O Viramundo (Ao Vivo) - 1998 - Quanta Gente Veio Ver - 1998 - Ensaio Geral (Box set 1967-1977) - 2000 - Me, You, Them [Brazil] - 2001 - Milton e Gil - 2001 - São João Vivo - 2002 - Kaya N'Gan Daya - 2002 - Quanta Live [Brazil] - 2002 - Z: 300 Anos de Zumbi - 2004 - Eletrácustico - 2005 - Ao Vivo - 2005 - As Canções de Eu, Tu, Eles - 2005 - Soul of Brazil - 2006 - Gil Luminoso - 2006 - Rhythms of Bahia - 2008 - Banda Larga Cordel Arxivat 2009-03-03 a Wayback Machine. |